# 전북특별자치도 소방본부
전북특별자치도 소방본부(全北特別自治道 消防本部, JeonBuk Fire Headquarters)는 전북특별자치도를 관할하는 전북특별자치도청 산하의 소방본부이다. 전북특별자치도 전주시 완산구 효자로 225에 위치하고 있다.
본부장은 소방준감으로 보하며, 현재 본부장은 주낙동이다.
산하에 15개 소방서, 1개 소방항공대를 두고 있다.

## 연혁
- 1992년 4월 전라북도 소방본부 설치
- 2007년 8월 전라북도 소방안전본부로 변경
- 2013년 10월 전라북도 소방본부로 변경
- 2024년 1월 전북특별자치도 소방본부로 변경

### 역대 본부장
| 대수 | 이름   | 임기                                |
| ---- | ------ | ----------------------------------- |
| 1대  | 황신야 | 1992년 4월 8일 ~ 1994년 4월 30일    |
| 2대  | 김용의 | 1994년 5월 1일 ~ 1995년 5월 2일     |
| 3대  | 황신야 | 1995년 5월 3일 ~ 1998년 4월 26일    |
| 4대  | 이경희 | 1998년 4월 27일 ~ 1999년 7월 21일   |
| 5대  | 정거성 | 1999년 10월 27일 ~ 2004년 10월 15일 |
| 6대  | 류소현 | 2004년 10월 16일 ~ 2006년 4월 17일  |
| 7대  | 백규형 | 2006년 4월 17일 ~ 2008년 2월 10일   |
| 8대  | 류소현 | 2008년 3월 19일 ~ 2008년 12월 31일  |
| 9대  | 손은수 | 2008년 12월 31일 ~ 2010년 1월 4일   |
| 10대 | 이재화 | 2010년 1월 4일 ~ 2011년 3월 10일    |
| 11대 | 심평강 | 2011년 3월 11일 ~ 2012년 11월 9일   |
| 12대 | 전병순 | 2012년 12월 27일 ~ 2013년 11월 20일 |
| 13대 | 정완택 | 2013년 11월 20일 ~ 2016년 6월 30일  |
| 14대 | 이선재 | 2016년 7월 5일 ~ 2018년 10월 29일   |
| 15대 | 마재윤 | 2018년 10월 30일 ~ 2019년 9월 22일  |
| 16대 | 홍영근 | 2019년 9월 23일 ~ 2021년 2월 10일   |
| 17대 | 김승룡 | 2021년 2월 11일 ~ 2022년 1월 4일    |
| 18대 | 최민철 | 2022년 1월 5일 ~ 2023년 3월 10일    |
| 19대 | 주낙동 | 2023년 3월 11일 ~ 2024년 5월 26일   |
| 20대 | 이오숙 | 2024년 5월 27일 ~                   |

## 조직
| - 소방행정과 - 소방행정팀 - 소방기획예산팀 - 소방장비관리팀 | - 방호구조과 - 방호팀 - 예방지도팀 - 현장조사분석팀 - 안전체험관 | - 구조구급과 - 구조팀 - 구급팀 - 소방정보통신팀 - 소방항공대 | - 소방감찰과 - 소방감찰팀 - 소방법무팀 - 소방윤리교육팀 | - 119종합상황실 - 상황관리팀 - 상황 1·2·3팀 |

## 산하기관
| - 전주덕진소방서 - 전주완산소방서 - 군산소방서 - 익산소방서 | - 정읍소방서 - 남원소방서 - 김제소방서 - 고창소방서 | - 부안소방서 - 장수소방서 - 무주소방서 - 임실소방서 | - 완주소방서 - 순창소방서 - 진안소방서 - 전북특별자치도 소방항공대 |

## 같이 보기
- 대한민국 소방청
- 대한민국의 소방
- 대한민국 소방공무원